# Corythaixoides
Corythaixoides was een geslacht van vogels uit de familie toerako's (Musophagidae). Uit nader verwantschaponderzoek bleek dat deze soorten kunnen worden opgevat als soorten van het geslacht Crinifer.

## Soorten
Het geslacht kent de volgende soorten:
- Crinifer concolor synoniem: Corythaixoides concolor – vale toerako
- Crinifer leucogaster   synoniem: Corythaixoides leucogaster – witbuiktoerako
- Crinifer personatus   synoniem: Corythaixoides personatus – maskertoerako